# Bloodlife: Solo Piano Inspirations Based on the Melodies of Ronald Shannon Jackson
Bloodlife: Solo Piano Improvisations Based on the Melodies of Ronald Shannon Jackson ist ein Jazzalbum von Onaje Allan Gumbs. Die vermutlich in den 1980er-Jahren entstandenen Aufnahmen erschienen 2013 auf Ejano Music.

## Hintergrund
Am bekanntesten war der Pianist Onaje Allan Gumbs, der im April 2020 starb, für seine Arbeit mit Woody Shaw auf dessen klassischen Alben wie The Moontrane (Muse, 1975) und Stepping Stones (Columbia, 1978). Es mag überraschen, so der Kritiker John Kelman, dass  Gumbs nicht nur ein Freund und Mentor des Schlagzeugers Ronald Shannon Jackson war, er spielte auch auf dessen Decode Yourself (Island, 1985) – einem Album, das für Gumbs, wie ein Großteil von Jacksons Decoding Society-Arbeit und Ornette Colemans  harmolodische Prime Time-Gruppe, Ausgangspunkt für seine eigenen Innovationen war, schrieb Kelman.
Wenn Jacksons Decoding Society Gumbs große Aufmerksamkeit einbrachte, schrieb Kelman weiter, „hatte er auch noch andere Dinge zu sagen“. Ronald Shannon Jacksons Album Pulse (Celluloid, 1984) drehte sich hauptsächlich um Jacksons Schlagzeug und Poesie, zeigte aber auch einen unerwartet lyrischen Abschluss, „Lullabye for Mother“, ein Titel, der von Gumbs allein am Klavier dargeboten wurde. Daraufhin bat der Produzent David Breskin Gumbs im folgenden Jahr, Solo-Klavierimprovisationen basierend auf Jacksons Melodien aufzunehmen. Diese linearen Melodien, die auf der Flöte komponiert worden waren, boten Gumbs die Möglichkeit, sie harmonisch zu erweitern und als Kontexte für weitere improvisatorische Erkundungen zu verwenden. Zwischen dem Material Jacksons „gibt es Momente Changes-intensiver Bop-Zentrizitäten, in „Freedom of Spirit“ und Gospel-Hinweise in „Rising to the Occasion“, zwei originale Gumbs-Improvisationen, die bei den Aufnahmesitzungen entstanden sind und ausgewählt wurden“.
Doch wurden diese Improvisationen zur Zeit ihres Entstehens noch nicht veröffentlicht, aber als Jackson im Oktober 2013 seinen Kampf gegen die Leukämie verlor, beschloss Gumbs, diese Aufnahmen nur in Download-Form auf seinem Ejano Music-Label zu veröffentlichen, auf dem er bereits 2005 Remember Their Innocence herausgegeben hatte.

## Titelliste

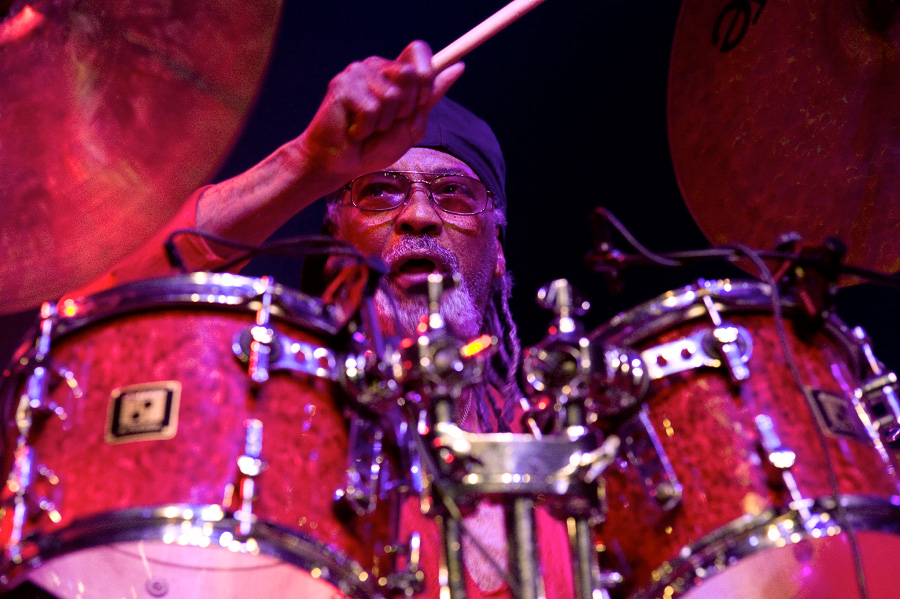
Ronald Shannon Jackson auf dem moers festival 2011

- Onaje Allan Gumbs: Bloodlife: Solo Piano Improvisations Based on the Melodies of Ronald Shannon Jackson ()[2]

1. Lullaby for Mothers (Good Morning) 3:01
2. Freedom of Spirit (Gumbs) 4:41
3. Rising to the Occasion (Gumbs) 5:06
4. Bloodlife 4:48
5. Dialogue of Angels 4:28
6. Lydia 3:44
7. Theme for a Prince 2:44
8. School 6:21
9. Our Inner Voice 5:34
10. Tales of Entropy 2 5:17
11. San Francisco 4:33
12. Behind Plastic Faces 5:06
13. Rising to the Occasion (Reprise) (Gumbs) 3:22
14. Lullaby for Mothers (Good Night) 2:14

- Alle anderen Kompositionen stammen von Ronald Shannon Jackson.

## Rezeption
Der Down Beat hob in seinem Nachruf auf Onaje Allan Gumbs dessen Jackson-Hommage hervor und schrieb, mit Bloodlife zeigte Gumbs die Bandbreite seiner Einflüsse und die Reichweite seines künstlerischen Ausdrucks.
Nach Ansicht von John Kelman, der das Album in All About Jazz rezensierte und mit vier (von fünf) Sternen auszeichnete, enthüllt Bloodlife ebenso viel über Ronald Shannon Jackson wie über den zu Unrecht übersehenen Gumbs, der in den Jahren zuvor zwar in R&B-Kontexten zu hören war, aber seine Jazz-Fähigkeiten mit dem Bassisten Avery Sharpe auf Alben wie Sojourner Truth: Ain't I a Woman (2012) immer noch schärfen konnte. Solo-Klavieraufnahmen seien stets eine Herausforderung, schrieb Kelman weiter; abgesehen von Künstlern wie Paul Bley und Keith Jarrett, die anscheinend das Anrecht darauf gepachtet haben, entblöße es den Darbieter ganz einfach, der sich dabei nirgendwo verstecken könne. Es sei „keine Überraschung, dass Gumbs sich der Herausforderung gestellt hat. Dass er dies vor fast 30 Jahren getan hat, mag gut sein. Wir werden nie wissen, was hätte sein können, wenn Bloodlife damals veröffentlicht worden wäre, aber es ist gut genug, dass es endlich das Licht der Welt als posthume Hommage an einen verlorenen Freund erblickt.“ Die von Herzen kommende Hommage beleuchte nicht nur einen Künstler, der seit langem eine größere Anerkennung verdiene, so Kelman, sondern erinnere auch eindringlich an einen anderen, der mit 73 Jahren seine sterbliche Hülle viel zu früh verlassen habe.